# Facciolella gilbertii
Facciolella gilbertii är en fiskart som först beskrevs av Garman, 1899.  Facciolella gilbertii ingår i släktet Facciolella och familjen Nettastomatidae. Inga underarter finns listade i Catalogue of Life.